# Zeno Oberkofler
Zeno Oberkofler (* 21. Dezember 1997 in Sterzing) ist ein Südtiroler Politiker.

## Biographie
Oberkofler wuchs in Bozen auf und besuchte dort das Gymnasium „Giosuè Carducci“. Nachdem er als 7-Jähriger das Spielen der Geige zu erlernen begonnen hatte, erwarb er 2019 das Diplom am Konservatorium „Claudio Monteverdi“ in Bozen und brachte 2021 eine weitere Ausbildung am Konservatorium „Bruno Maderna“ in Cesena zum Abschluss. 2021 begann er ein Studium der Wirtschaftswissenschaften an der Universität Ferrara.
2017 begann er, sich bei der Jugendorganisation der Partei Verdi Grüne Vërc zu engagieren, 2019 bei den Fridays for Future. Bei den Landtagswahlen 2018 bewarb er sich auf der Liste der Grünen, konnte aber mit 506 Vorzugsstimmen kein Mandat erringen. 2020 kandidierte er bei den Bozner Kommunalwahlen und wurde in der Folge Stadtviertelrat für Zentrum-Bozner Boden-Rentsch. Bei den Landtagswahlen 2023 konnte er 4.389 Vorzugsstimmen auf sich vereinen, wodurch er in den Südtiroler Landtag und damit gleichzeitig den Regionalrat Trentino-Südtirol einzog.